# Magical Girl Lyrical Nanoha
Magical Girl Lyrical Nanoha (jap. 魔法少女リリカルなのは Mahō Shōjo Ririkaru Nanoha) – japoński serial anime w reżyserii Akiyuki Shinbo, ze scenariuszem napisanym przez Masakiego Tsuzuki i wyprodukowane przez studio Seven Arcs. Jest pierwszym anime z serii Magical Girl Lyrical Nanoha. Japoński Związek Niezależnych Stacji Telewizyjnych wyemitował trzynaście odcinków między październikiem a grudniem 2004 roku. Anime jest spin-offem serii Triangle Heart, a jego historia przedstawia młodą dziewczynę o imieniu Nanoha Takamachi, która decyduje się pomóc młodemu magowi o imieniu Yūno odzyskać dwadzieścia jeden artefaktów – Jewel Seeds.
Na podstawie anime powstała powieść, która została opublikowana przez Megami Bunko w sierpniu 2005 roku. Wytwórnia King Records wyprodukowała i wydała kilka ścieżek dźwiękowych i CD dram do serii. Filmowa adaptacja anime, również produkcji Seven Arcs, ukazała się w kinach 23 stycznia 2010 roku. Wydana została również manga, drukowana w Megami Magazine od listopada 2009 do marca 2011 roku.

## Fabuła
Historia przedstawia dziewięcioletnią dziewczynkę, Nanohę Takamachi, uczęszczającą do szkoły podstawowej, która mieszka z rodzicami i swoim starszym rodzeństwem. Zwyczajne życie Nanohy kończy się, kiedy ratuje ranną fretkę, która okazuje się być młodym zmiennokształtnym magiem o imieniu Yūno Scrya. Jako archeolog z równoległego wszechświata, Yūno przybył na Ziemię, aby zebrać dwadzieścia jeden niebezpiecznych starożytnych artefaktów – Jewel Seeds (jap. ジュエルシード Jueru Shīdo), które po raz pierwszy odkryto w jego świecie. Jewel Seeds dają żywym istotom, które stykają się z nimi, nadnaturalne moce, często zamieniając ich w potwory. Yūno, zraniony podczas próby ich zbierania, musi teraz liczyć na pomoc Nanohy, podczas gdy on dochodzi do siebie w postaci fretki domowej. Daje jej inteligentne urządzenie (różdżkę) o nazwie Raising Heart (jap. レイジングハート Reijingu Hāto), niespodziewanie okazuje się, że Nanoha posiada zdolności magiczne. Podczas gdy we dwoje zbierają Jewel Seeds, Nanoha uczy się magii od Yūno, jednocześnie kontynuując swoje zwykłe codzienne życie.
Podczas zdobycia szóstego Jewel Seed, Nanoha spotyka innego maga o imieniu Fate Testarossa i jej chowańca o imieniu Arf. Na rok przed rozpoczęciem akcji matka Fate, Precia Testarossa, oszalała po śmierci swojej córki Alicii, inicjując „Project Fate”, nielegalny program badawczy dotyczący klonowania i zmartwychwstania. Uczyniło ją to zbiegiem z międzywymiarowej policji znanej jako Time-Space Administration Bureau (TSAB). Precia sklonowała Alicię, aby stworzyć Fate i wszczepić jej wspomnienia Alicii. Niemniej jednak nie potrafi troszczyć się o Fate tak jak o Alicię i znęca się nad nią regularnie. Mimo to, Fate jest niezwykle lojalna wobec niej z powodu szczęśliwych wspomnień z dzieciństwa Alicii, które bierze za swoje własne. W serialu Precia wykorzystuje Fate do zbierania Jewel Seeds i dotarcia do Al Hazard, mitycznego świata, w którym Alicia mogłaby naprawdę powrócić do życia.
Nanoha i Fate wielokrotnie walczą ze sobą przy każdym nowym Jewel Seed, które znajdują, co powoduje interwencję TSAB, aby zapobiec uszkodzeniu zabezpieczeń spowodowanych przez ich bitwy. Nanosze w końcu udaje się pokonać Fate i sprowadza ją do TSAB, co skłania Precię do porzucenia jej i do podjęcia próby skoku do Al Hazard z mocą kilku Jewel Seeds, które Fate zdołała zgromadzić do tej pory. Zbierając swoją determinację, Fate decyduje się wspomóc TSAB i Nanohę w walce, aby zatrzymać Precię. Mimo że udaje im się zminimalizować szkodliwe skutki uboczne korzystania z Jewel Seeds, nie udaje im się przeszkodzić Precii w ukończeniu czaru, a jej ostateczne miejsce pobytu pozostaje nieznane. Fate i Nanoha decydują się zostać przyjaciółkami, ale najpierw Fate musi udać się do świata TSAB, aby udowodnić, że została wykorzystana przez Precię wbrew swojej woli.

## Produkcje
Postać Nanohy Takamachi po raz pierwszy pojawiła się jako postać poboczna w powieści wizualnej dla dorosłych pt. Triangle Heart 3 wydanej 8 grudnia 2000 roku. Po raz pierwszy pojawiła się w roli magical girl na płycie CD Triangle Heart 3 ~Lyrical Toy Box~ wydanej 29 czerwca 2001 roku, która została napisana przez Masakiego Tsuzuki, twórcy serii Magical Girl Lyrical Nanoha. Pierwszym występem Nanohy w animacji był pierwszy odcinek Triangle Heart 3 OVA – adaptacji serii, wydanej 24 lipca 2003.
Seven Arcs wyprodukowało serial anime Magical Girl Lyrical Nanoha, reżyserowane przez Akiyukiego Shinbo. Scenariusz do anime został napisany przez Masakiego Tsuzuki. Emisja miała miejsce na sześciu stacjach Japońskiego Stowarzyszenia Niezależnych Stacji Telewizyjnych, premiera odbyła się 1 października 2004 roku, wyemitowane zostało w tygodniowym odstępie trzynaście odcinków do zakończenia serii 25 grudnia 2004 roku. Hiroaki Sano skomponował muzykę do anime. Seria wykorzystuje dwa utwory przewodnie: opening „innocent starter” w wykonaniu Nany Mizuki, i ending „Little Wish ~lyrical step~” w wykonaniu Yukari Tamury. Seria została wydana w pięciu tomach Region 2 DVD od 26 stycznia do 25 maja 2005 roku.

## Adaptacje

### CD
King Records wydało dwa maxi single i dwa albumy w Japonii. innocent starter ukazał się 6 października 2004 roku. Little Wish ~lyrical step~ ukazał się 21 października 2004 roku. Album ALIVE&KICKING został wydany 8 grudnia 2004 roku i zawierał utwór „Take a Shot”, który był użyty w dwunastym odcinku anime. Wydany został również soundtrack album zatytułowany Magical Girl Lyrical Nanoha Original Sound Track, który zawierał muzykę tła użytą w całym anime; został wydany 11 maja 2005 roku i zawiera czterdzieści jeden utworów.

### CD Drama
King Records wydało trzy CD dramy, adaptacje tej serii w Japonii. Pierwsza, zatytułowana Magical Girl Lyrical Nanoha Sound Stage 01, ukazała się 26 listopada 2004 roku i zawierała szesnaście utworów; jej akcja rozgrywa się pomiędzy drugim a trzecim odcinkiem anime. Sound Stage 02 wydano 13 stycznia 2005 roku, zawierała dziewiętnaście utworów; jej akcja rozgrywa się pomiędzy piątym a szóstym odcinkiem anime. Trzecia płyta, Sound Stage 03 została wydana 6 kwietnia 2005 roku, zawiera szesnaście utworów; jej akcja rozgrywa się po zakończeniu anime.

### Powieść
Megami Bunko opublikowała sto osiemdziesięcio-stronicową powieść pt. Magical Girl Lyrical Nanoha (jap. 魔法少女リリカルなのは Mahō Shōjo Ririkaru Nanoha; ISBN 978-4-05-903506-0) 30 września 2005 roku. Masaki Tsuzuki napisał tekst, a Kōji Hasegawa wykonał ilustracje. Fabuła książki śledzi tę samą historię co serial anime.

### Film
Film anime pt. Magical Girl Lyrical Nanoha the MOVIE 1st (jap. 魔法少女リリカルなのは The MOVIE 1st Mahō Shōjo Ririkaru Nanoha the NOVIE 1st) został wydany w Japonii 23 stycznia 2010 roku. Aniplex wyświetlił zwiastun tego filmu, jak również projekty szkiców postaci i oryginalne rysunki na Tokyo International Anime Fair 2009. Mimo że film ponownie opowiada tę samą historię co serial anime, Masaki Tsuzuki podkreślił, że film nie jest koniecznie „historią prawdziwą”, ale „nową równoległą historią”. Film został wydany na DVD i Bluray-Disc 26 listopada 2010 roku i zawiera angielskie napisy oraz ścieżkę udziałem publiczności.

### Manga
Manga ilustrowana przez Kōjiego Hasegawę na podstawie adaptacji filmowej pt. Magical Girl Lyrical Nanoha MOVIE 1st THE COMICS była serializowana w odcinkach w magazynie Megami Magazine od listopada 2009 do marca 2011 roku. Podobnie jak inne mangi THE COMICS z serii, rozszerza historię przedstawioną w anime, przedstawia zdarzenia nie pokazane w filmie. Seria złożona jest z dwóch tomów tankōbon, pierwszy wydany 30 czerwca 2010 roku, a drugi wydany 31 marca 2011 roku.

## Muzyka
Opening
- „innocent starter”, Nana Mizuki

Ending
- „Little Wish ~lyrical step~”, Yukari Tamura

Insert song
- „Take a shot”, Nana Mizuki (w odc. 12)